# Níkos Xydákis
Níkos Xydákis (grec moderne : Νίκος Ξυδάκης), né en 1958 au Pirée, est un journaliste et homme politique grec, membre de la Coalition de la gauche radicale (SYRIZA). Il est nommé Ministre adjoint de la Culture le 27 janvier 2015.

## Biographie
La famille de Níkos Xydákis est originaire de l'île de Mykonos. Il a étudié les arts graphiques à l'université d'Athènes de 1976 à 1977 sans terminer sa formation et il est diplômé en 1984, à la Faculté d’odontologie de l'Université d'Athènes. En 2004, il est diplômé en histoire de l'art à l'Université d'Athènes.
Il est marié à Sissy Albanopoúlou, une des plus célèbres psychologues et psychothérapeutes grecques, avec laquelle il a eu deux fils.

### Carrière journalistique
Níkos Xydákis commence à travailler comme journaliste à partir de 1987 pour différents magazines et journaux, et plus tard comme critique littéraire et critique des arts visuels. Il intègre le journal I Kathimeriní en 1992 et dirige l'édition culturelle du dimanche à partir de 1999.

### Carrière politique
Níkos Xydákis commence sa carrière en politique comme conseiller municipal à Mykonos avec le Mouvement citoyen de Mykonos. Il est élu député le 25 janvier 2015 sous l'étiquette de SYRIZA à Athènes. Le 27 janvier 2015, il est nommé ministre adjoint de la Culture, dans le ministère d'Aristídis Baltás, ministre de la Culture, de l’Éducation et de la Religion au sein du gouvernement Tsípras I.